# Pekan Labuhan
Pekan Labuhan is een bestuurslaag in het regentschap Medan van de provincie Noord-Sumatra, Indonesië. Pekan Labuhan telt 19.207 inwoners (volkstelling 2010).